# Skälsjön (Österlövsta socken, Uppland)
Skälsjön är en sjö i Tierps kommun i Uppland och ingår i Forsmarksåns huvudavrinningsområde. Sjön är 1,5 meter djup, har en yta på 1,85 kvadratkilometer och befinner sig 13 meter över havet. Skälsjön ligger i Saxmarkens naturreservat och Saxmarken Natura 2000-område. Sjön avvattnas av vattendraget Forsmarksån (Nybroån). Vid provfiske har bland annat abborre, björkna, braxen och gers fångats i sjön.

## Delavrinningsområde
Skälsjön ingår i det delavrinningsområde (669696-161765) som SMHI kallar för Utloppet av Skälsjön. Medelhöjden är 23 meter över havet och ytan är 38,44 kvadratkilometer. Räknas de 10 avrinningsområdena uppströms in blir den ackumulerade arean 182,63 kvadratkilometer. Avrinningsområdets utflöde Forsmarksån (Nybroån) mynnar i havet. Avrinningsområdet består mestadels av skog (82 procent). Avrinningsområdet har 1,85 kvadratkilometer vattenytor vilket ger det en sjöprocent på 4,8 procent.

## Fisk
Vid provfiske har följande fisk fångats i sjön:
- Abborre
- Björkna
- Braxen
- Gärs
- Gädda
- Mört
- Ruda
- Sarv
- Sutare